# John Holdren
John Holdren, né le 1er mars 1944, est professeur de sciences de l'environnement à l'université Harvard, spécialiste des dangers liés aux armes nucléaires et essayiste américain.

## Biographie
En 2008, à l'âge de 64 ans, il est nommé par le président Barack Obama, à la tête de son équipe de conseillers pour la science et la technologie qui aura en charge la politique de la lutte contre le changement climatique.

## Thèses
Il a exploré le thème de la surpopulation en défendant des politiques malthusianistes, notamment dans un article de 1969, avec son coauteur Paul R. Ehrlich En 1973, il encourage un déclin de la fertilité. En 1977, avec Paul R. Ehrlich et Anne H. Ehrlich ils publient Ecoscience: Population, Resources, Environment où ils évoquent des solutions à la surpopulation, depuis le planning familial volontaire à la stérilisation forcée pour les femmes après avoir donné naissance à un nombre prédéfini d'enfants,,.

## Publications
- Energy (1971)
- Human Ecology (1973)
- avec Paul R. Ehrlich et Anne H. Ehrlich, Ecoscience: Population, Resources, Environment, 1977.
- Energy in Transition (1980)
- Earth and the Human Future (1986)
- Strategic Defenses and the Future of the Arms Race (1987)
- Building Global Security Through Cooperation (1990)
- Conversion of Military R&D (1998)